# Goddess of Marriage
Goddess of Marriage (en hangul, 결혼의 여신; en hanja, 結婚의女神; romanización revisada, Gyeolhonui Yeosin) también conocida en español como La Diosa del matrimonio, es una serie de televisión surcoreana emitida originalmente durante 2013 y protagonizada por Nam Sang Mi, Kim Ji Hoon, Lee Sang-woo, Lee Tae Ran, Kim Jung-tae, Jo Min Su, Kwon Hae Hyo, Jang Young Nam y Jang Hyun-sung. Fue emitida por Seoul Broadcasting System desde el 29 de junio hasta el 3 de noviembre de 2013, finalizando con una longitud de 36 episodios, al aire las noches de los días sábados y domingos a las 21:55 (KST).

## Argumento
Cuatro mujeres, llevan adelante sus vidas y familias, pese a tener diferentes problemas. Song Ji Hye es una escritora de radio asertiva, pero sueña con un amor puro y dulce. Esta atrapada en un triángulo amoroso entre dos hombres. Hong Hye Jung fue presentadora de televisión y ahora es madre de dos hijos.
Por otro lado esta, Song Ji Sun que es considerada una Super mamá porque trabaja, mientras tiene que criar a sus tres hijos. Y Kwon Eun Hee una mujer trabajadora que se esfuerza mucho para cumplir con más exigentes estándares para su marido y lo que el considera como una buena esposa.

## Reparto

### Principal
- Nam Sang Mi como Song Ji Hye.
- Lee Sang-woo como Kim Hyun-woo.
- Kim Ji Hoon como Kang Tae Wook.
- Lee Tae Ran como Hong Hye-jung.
- Jo Min Soo como Song Ji Sun.

### Secundario
- Jun Gook Hwan como Kang Man Ho.
- Yoon So Jung como Lee Jung Sook.
- Baek Il Sub como Song Nam Gil.
- Kim Ki Chun como Noh Hee Bong.
- Sung Byung Sook como Byun Ae Ja.
- Kim Mi Kyung como Madre de Hyun Woo.
- Yun Woon Kyung como Madre de Hye-jung.
- Kim Jung-tae como Kang Tae-jin.
- Kwon Hae Hyo como Noh Jang Soo.[3]
- Jang Young-nam como Kwon Eun Hee.
- Jang Hyun-sung  como No Seung-soo.
- Lee Se-young como No Min Jung.
- Park Joon-geum como Madre de Han Se-kyeong.[4]
- Yang Han Yeol como Noh Chang Ho.
- Kim Joon Goo como Kim Ye Sol.
- Shim Yi Young como Nam Mi Ra.
- Lee Seol Hee como Kim Yun Soo.
- Clara como Cynthia Jung.
- Yum Dong Hun como Hwang Jun Moo.
- Go Na Eun como Han Se Kyung.
- Park Wan Kyu como Jung Dae Hyun.
- Jo Woo-jin como el esposo de la hermana menor de Hye-jung.

## Premios y nominaciones
| Año  | Premio                 | Categoría                                                      | Nominado       | Resultado |
| ---- | ---------------------- | -------------------------------------------------------------- | -------------- | --------- |
| 2013 | 6th Korea Drama Awards | Hot Star Award                                                 | Clara          | Ganador   |
| 2013 | 2nd APAN Star Awards   | Premio a la actuación, actriz                                  | Jang Young Nam | Nominado  |
| 2013 | SBS Drama Awards       | Premio a la alta excelencia, actriz en un drama semanal/diario | Nam Sang Mi    | Ganador   |
| 2013 | SBS Drama Awards       | Premio a la excelencia, actor en un drama semanal/diario       | Kim Ji Hoon    | Ganador   |
| 2013 | SBS Drama Awards       | Premio a la excelencia, actor en un drama semanal/diario       | Lee Sang-woo   | Nominado  |
| 2013 | SBS Drama Awards       | Premio especial, actor en un drama semanal/diario              | Jang Hyun-sung | Ganador   |
| 2013 | SBS Drama Awards       | Premio especial, actriz en un drama semanal/diario             | Jang Young Nam | Ganador   |
| 2013 | SBS Drama Awards       | Premio especial, actriz en un drama semanal/diario             | Yoon So Jung   | Nominado  |
| 2013 | SBS Drama Awards       | Estrellas Top 10                                               | Nam Sang Mi    | Ganador   |

## Emisión internacional
- Estados Unidos: Sky Link TV (2015).
- Taiwán: GTV (28 de marzo ~ 11 de junio de 2014).[6]
- Vietnam: HTV3.